# Fort de Domgermain
Le fort de Domgermain est un ouvrage de la place forte de Toul appartenant au système Séré de Rivières. Il est construit à l'extrémité du plateau marquant le seuil de Foug au sud. Il est implanté à 398 m d'altitude. Il a la forme d'un pentagone irrégulier.

## Le fort originel

### Dates de construction (1874-1879)
- Ordre d'étude de l'ouvrage : 5 décembre 1873
- Approbation du projet par le ministre : 11 septembre 1874
- Adjudication des travaux : 24 octobre 1874
- Décret d'utilité publique et d'urgence :4 décembre 1874
- Commencement des travaux : 15 novembre 1874
- Achèvement de l'ouvrage : 31 décembre 1878

### Coût estimatif de l'ouvrage
Le montant total est estimé à 1 000 000 euros
- acquisitions : 45 000 euros
- travaux : 724 000 euros

### Armement
L'armement total s'établit à 40 pièces d'artillerie. Le fort disposait dans ses magasins de 83 tonnes de poudre et de 500 000 cartouches.
- Pièces sous tourelle : néant
- Pièces sous casemate : néant
- Pièces de rempart : 24
- Mortiers : 4
- Pièces de flanquement : 12

### Casernement
Le fort pouvait accueillir 522 hommes. Une infirmerie de 40 hommes était présente. L'approvisionnement en eau était assuré par deux citernes pour une contenance totale de 550 m3.
- Officiers : 18
- Sous-officiers : 24
- Soldats : 480

## La modernisation

### Programme 1900
- Restructuration complète du fort : 1907-1910
- Armement : 1 tourelle de 75, une casemate de Bourges, 3 observatoires cuirassés et 1 tourelle mitrailleuse

## Garnison et armement en 1914
- 1/2 compagnie d'infanterie (169e régiment d'infanterie),

L'ouvrage disposait de 316 places protégées dans les casemates, 240 places non protégées
- 148 artilleurs (6e régiment d'artillerie à pied),

Outre l'armement sous tourelle, 4 canons révolvers et 4 canons de 12 culasse pour la défense des coffres, 4 mortiers de 22 et 4 mortiers de 15.

### État actuel
Pendant plusieurs années, le fort a été un dépôt de munitions, fermé en 1987. Des traces de cette utilisation subsistent encore aujourd'hui (marquages au sol, panneau de danger, grillage, etc.). Par la suite le 516e RT de Toul-Ecrouves a disposé du fort pour y effectuer des manœuvres jusqu'au début des années 2000. Début 2007, le fort est en friche : cuirassements à l'abandon, tourelle mitrailleuse à moitié démontée. Acquis par la commune de Domgermain en 2007 (entrée interdite par arrêté municipal du 13-09-2007)